# Glenea pulchra
Glenea pulchra é uma espécie de escaravelho da família Cerambycidae. Foi descrita por Per Olof Christopher Aurivillius em 1926. Tem uma distribuição larga em Ásia.